# Chimarra toga
Chimarra toga är en nattsländeart som beskrevs av Malicky och Chantaramongkol 1993. Chimarra toga ingår i släktet Chimarra och familjen stengömmenattsländor. Inga underarter finns listade i Catalogue of Life.